# Magnolia balansae
Magnolia balansae este o specie de plante din genul Magnolia, familia Magnoliaceae, descrisă de A.Dc.. Conform Catalogue of Life specia Magnolia balansae nu are subspecii cunoscute.